# Leigh Griffiths
Leigh Griffiths (Edimburgo, 20 agosto 1990) è un calciatore scozzese, attaccante dello Stirling Macedonia.

## Caratteristiche tecniche
Attaccante agile nei movimenti, freddo sotto rete ed efficace nel gioco aereo, abile ad inserirsi tra gli spazi e preciso nel battere i calci piazzati, che si tratti di rigori, o punizioni.

## Carriera

### Club
Muove i suoi primi passi nelle giovanili del Livingston, con cui esordisce in prima squadra a 16 anni nella seconda divisione scozzese. Il 26 gennaio 2011 viene tesserato dal Wolverhampton, firmando un contratto di due anni e mezzo.
Alla ricerca di maggior spazio, il 27 agosto 2011 si trasferisce in prestito all'Hibernian. Nel 2013, alla luce delle ottime prestazioni fornite in Scozia, gli inglesi gli prolungano il contratto fino al 2014, inserendolo in pianta stabile in rosa, in vista del campionato di League One.
Il 31 gennaio 2014 firma un contratto di quattro anni e mezzo con il Celtic. In coppia con Anthony Stokes mette a segno 7 reti, tra cui una tripletta all'Inverness, in 13 presenze, archiviando il titolo scozzese a fine stagione. Il 15 luglio esordisce in Champions League contro il KR Reykjavik, partita valida per l'accesso alla fase a gironi della competizione.

### Nazionale
Ha giocato nelle nazionali giovanili scozzesi Under-19 ed Under-21.
Esordisce in nazionale maggiore il 14 novembre 2012 contro il Lussemburgo in amichevole, subentrando al 70' al posto di Andrew Shinnie. Mette a segno le sue prime reti in nazionale il 10 giugno 2017 contro l'Inghilterra (2-2 il finale), derby britannico di qualificazione alla fase finale dei Mondiali 2018, in cui realizza una doppietta.

## Statistiche

### Presenze e reti nei club
Statistiche aggiornate al 27 febbraio 2020.
| Stagione             | Squadra              | Campionato           | Campionato | Campionato | Coppe nazionali | Coppe nazionali | Coppe nazionali | Coppe continentali | Coppe continentali | Coppe continentali | Altre coppe | Altre coppe | Altre coppe | Totale | Totale |
| Stagione             | Squadra              | Comp                 | Pres       | Reti       | Comp            | Pres            | Reti            | Comp               | Pres               | Reti               | Comp        | Pres        | Reti        | Pres   | Reti   |
| -------------------- | -------------------- | -------------------- | ---------- | ---------- | --------------- | --------------- | --------------- | ------------------ | ------------------ | ------------------ | ----------- | ----------- | ----------- | ------ | ------ |
| 2006-2007            | Livingston           | SFD                  | 4          | 1          | SC+CdL          | 0               | 0               | -                  | -                  | -                  | SCC         | 0           | 0           | 4      | 1      |
| 2007-2008            | Livingston           | SFD                  | 17         | 4          | SC+CdL          | 1+1             | 0               | -                  | -                  | -                  | SCC         | 0           | 0           | 19     | 4      |
| 2008-2009            | Livingston           | SFD                  | 27         | 18         | SC+CdL          | 0+2             | 1               | -                  | -                  | -                  | SCC         | 2           | 3           | 31     | 22     |
| Totale Livingston    | Totale Livingston    | Totale Livingston    | 48         | 23         |                 | 4               | 1               |                    | -                  | -                  |             | 2           | 3           | 54     | 27     |
| 2009-2010            | Dundee               | SFD                  | 29         | 13         | SC+CdL          | 3+4             | 1+4             | -                  | -                  | -                  | SCC         | 3           | 3           | 39     | 21     |
| 2010-gen. 2011       | Dundee               | SFD                  | 18         | 8          | SC+CdL          | 1+2             | 0+3             | -                  | -                  | -                  | SCC         | 2           | 1           | 23     | 12     |
| gen.-giu. 2011       | Wolverhampton        | PL                   | 0          | 0          | FACup+CdL       | 0               | 0               | -                  | -                  | -                  | -           | -           | -           | 0      | 0      |
| ago. 2011            | Wolverhampton        | PL                   | 0          | 0          | FACup+CdL       | 0+1             | 0               | -                  | -                  | -                  | -           | -           | -           | 1      | 0      |
| 2011-2012            | Hibernian            | SPL                  | 30         | 8          | SC+CdL          | 4+2             | 3+0             | -                  | -                  | -                  | -           | -           | -           | 36     | 11     |
| 2012-2013            | Hibernian            | SPL                  | 36         | 23         | SC+CdL          | 5+1             | 5+0             | -                  | -                  | -                  | -           | -           | -           | 42     | 28     |
| Totale Hibernian     | Totale Hibernian     | Totale Hibernian     | 66         | 31         |                 | 12              | 8               |                    | -                  | -                  |             | -           | -           | 78     | 39     |
| 2013-gen. 2014       | Wolverhampton        | FL1                  | 26         | 12         | FACup+CdL       | 2+1             | 1+0             | -                  | -                  | -                  | FLT         | 1           | 0           | 30     | 13     |
| Totale Wolverhampton | Totale Wolverhampton | Totale Wolverhampton | 26         | 12         |                 | 4               | 1               |                    | -                  | -                  |             | 1           | 0           | 31     | 13     |
| gen.-giu. 2014       | Celtic               | SP                   | 13         | 7          | SC+CdL          | 1+0             | 0               | UCL                | -                  | -                  | -           | -           | -           | 14     | 7      |
| 2014-2015            | Celtic               | SP                   | 24         | 14         | SC+CdL          | 5+3             | 3+3             | UCL+UEL            | 5+4                | 0                  | -           | -           | -           | 41     | 20     |
| 2015-2016            | Celtic               | SP                   | 34         | 31         | SC+CdL          | 4+2             | 4+1             | UCL+UEL            | 6+5                | 3+1                | -           | -           | -           | 51     | 40     |
| 2016-2017            | Celtic               | SP                   | 24         | 12         | SC+CdL          | 3+2             | 1+0             | UCL                | 9                  | 5                  | -           | -           | -           | 38     | 18     |
| 2017-2018            | Celtic               | SP                   | 25         | 9          | SC+CdL          | 1+4             | 0+2             | UCL+UEL            | 9+0                | 2                  | -           | -           | -           | 39     | 13     |
| 2018-2019            | Celtic               | SP                   | 11         | 2          | SC+CdL          | 0+2             | 0+2             | UCL+UEL            | 2+5                | 0+2                | -           | -           | -           | 20     | 6      |
| 2019-2020            | Celtic               | SP                   | 21         | 9          | SC+CdL          | 4+1             | 2+0             | UCL+UEL            | 4+3                | 1+0                | -           | -           | -           | 33     | 12     |
| 2020-2021            | Celtic               | SP                   | 22         | 6          | SC+CdL          | 2+0             | 1+0             | UCL+UEL            | 0+2                | 0+1                | -           | -           | -           | 26     | 8      |
| Totale Celtic        | Totale Celtic        | Totale Celtic        | 174        | 90         |                 | 33              | 19              |                    | 54                 | 15                 |             | -           | -           | 262    | 124    |
| 2021-2022            | Dundee               | SP                   | 11         | 1          | SC+CdL          | 0+1             | 0+0             | -                  | -                  | -                  | -           | -           | -           | 12     | 1      |
| Totale Dundee        | Totale Dundee        | Totale Dundee        | 58         | 22         |                 | 10              | 8               |                    | -                  | -                  |             | 5           | 4           | 62     | 33     |
| Totale carriera      | Totale carriera      | Totale carriera      | 372        | 178        |                 | 63              | 37              |                    | 55                 | 15                 |             | 8           | 7           | 499    | 237    |

### Cronologia presenze e reti in nazionale
| Cronologia completa delle presenze e delle reti in nazionale ― Scozia | Cronologia completa delle presenze e delle reti in nazionale ― Scozia | Cronologia completa delle presenze e delle reti in nazionale ― Scozia | Cronologia completa delle presenze e delle reti in nazionale ― Scozia | Cronologia completa delle presenze e delle reti in nazionale ― Scozia | Cronologia completa delle presenze e delle reti in nazionale ― Scozia | Cronologia completa delle presenze e delle reti in nazionale ― Scozia | Cronologia completa delle presenze e delle reti in nazionale ― Scozia |
| Data                                                                  | Città                                                                 | In casa                                                               | Risultato                                                             | Ospiti                                                                | Competizione                                                          | Reti                                                                  | Note                                                                  |
| --------------------------------------------------------------------- | --------------------------------------------------------------------- | --------------------------------------------------------------------- | --------------------------------------------------------------------- | --------------------------------------------------------------------- | --------------------------------------------------------------------- | --------------------------------------------------------------------- | --------------------------------------------------------------------- |
| 14-11-2012                                                            | Lussemburgo                                                           | Lussemburgo                                                           | 1 – 2                                                                 | Scozia                                                                | Amichevole                                                            | -                                                                     | 72’                                                                   |
| 7-6-2013                                                              | Zagabria                                                              | Croazia                                                               | 0 – 1                                                                 | Scozia                                                                | Qual. Mondiali 2014                                                   | -                                                                     | 64’                                                                   |
| 14-8-2013                                                             | Londra                                                                | Inghilterra                                                           | 3 – 2                                                                 | Scozia                                                                | Amichevole                                                            | -                                                                     | 73’                                                                   |
| 6-9-2013                                                              | Glasgow                                                               | Scozia                                                                | 0 – 2                                                                 | Belgio                                                                | Qual. Mondiali 2014                                                   | -                                                                     | 68’                                                                   |
| 5-6-2015                                                              | Edimburgo                                                             | Scozia                                                                | 1 – 0                                                                 | Qatar                                                                 | Amichevole                                                            | -                                                                     | 59’                                                                   |
| 4-9-2015                                                              | Tbilisi                                                               | Georgia                                                               | 1 – 0                                                                 | Scozia                                                                | Qual. Euro 2016                                                       | -                                                                     | 75’                                                                   |
| 29-3-2016                                                             | Glasgow                                                               | Scozia                                                                | 1 – 0                                                                 | Danimarca                                                             | Amichevole                                                            | -                                                                     | 60’                                                                   |
| 8-10-2016                                                             | Glasgow                                                               | Scozia                                                                | 1 – 1                                                                 | Lituania                                                              | Qual. Mondiali 2018                                                   | -                                                                     | 71’                                                                   |
| 11-10-2016                                                            | Trnava                                                                | Slovacchia                                                            | 3 – 0                                                                 | Scozia                                                                | Qual. Mondiali 2018                                                   | -                                                                     | 71’                                                                   |
| 11-11-2016                                                            | Londra                                                                | Inghilterra                                                           | 3 – 0                                                                 | Scozia                                                                | Qual. Mondiali 2018                                                   | -                                                                     | 56’                                                                   |
| 22-3-2017                                                             | Edimburgo                                                             | Scozia                                                                | 1 – 1                                                                 | Canada                                                                | Amichevole                                                            | -                                                                     | 62’                                                                   |
| 26-3-2017                                                             | Glasgow                                                               | Scozia                                                                | 1 – 0                                                                 | Slovenia                                                              | Qual. Mondiali 2018                                                   | -                                                                     | 50’                                                                   |
| 10-6-2017                                                             | Glasgow                                                               | Scozia                                                                | 2 – 2                                                                 | Inghilterra                                                           | Qual. Mondiali 2018                                                   | 2                                                                     |                                                                       |
| 1-9-2017                                                              | Vilnius                                                               | Lituania                                                              | 0 – 3                                                                 | Scozia                                                                | Qual. Mondiali 2018                                                   | -                                                                     | 79’                                                                   |
| 4-9-2017                                                              | Glasgow                                                               | Scozia                                                                | 2 – 0                                                                 | Malta                                                                 | Qual. Mondiali 2018                                                   | 1                                                                     | 70’                                                                   |
| 5-10-2017                                                             | Glasgow                                                               | Scozia                                                                | 1 – 0                                                                 | Slovacchia                                                            | Qual. Mondiali 2018                                                   | -                                                                     |                                                                       |
| 8-10-2017                                                             | Lubiana                                                               | Slovenia                                                              | 2 – 2                                                                 | Scozia                                                                | Qual. Mondiali 2018                                                   | 1                                                                     |                                                                       |
| 7-9-2018                                                              | Glasgow                                                               | Scozia                                                                | 0 – 4                                                                 | Belgio                                                                | Amichevole                                                            | -                                                                     | 46’                                                                   |
| 10-9-2018                                                             | Glasgow                                                               | Scozia                                                                | 2 – 0                                                                 | Albania                                                               | UEFA Nations League 2018-2019 - 1º turno                              | -                                                                     | 79’                                                                   |
| 12-11-2020                                                            | Belgrado                                                              | Serbia                                                                | 1 – 1 dts (4 – 5 dtr)                                                 | Scozia                                                                | Qual. Euro 2020                                                       | -                                                                     | 118’                                                                  |
| 15-11-2020                                                            | Trnava                                                                | Slovacchia                                                            | 1 – 0                                                                 | Scozia                                                                | UEFA Nations League 2020-2021 - 1º turno                              | -                                                                     | 86’                                                                   |
| 18-11-2020                                                            | Netanya                                                               | Israele                                                               | 1 – 0                                                                 | Scozia                                                                | UEFA Nations League 2020-2021 - 1º turno                              | -                                                                     | 61’                                                                   |
| Totale                                                                |                                                                       | Presenze                                                              | 22                                                                    |                                                                       | Reti                                                                  | 4                                                                     |                                                                       |

## Palmarès

### Club
- Scottish Challenge Cup: 1

Dundee: 2009-2010
- Campionato scozzese: 7

Celtic: 2013-2014, 2014-2015, 2015-2016, 2016-2017, 2017-2018, 2018-2019, 2019-2020
- Coppa di Lega scozzese: 5

Celtic: 2014-2015, 2016-2017, 2017-2018, 2018-2019, 2019-2020
- Coppa di Scozia: 4

Celtic: 2016-2017, 2017-2018, 2018-2019, 2019-2020

### Individuale
- Miglior giovane dell'anno della SPFA: 1

2012-2013
- Capocannoniere della Scottish Premiership: 1

2015-2016 (31 gol)
- Calciatore dell'anno della Scottish Premiership: 1

2015-2016